# Huw Bennett
Huw Bennett (Ebbw Vale, 11 giugno 1983) ex rugbista a 15 internazionale per il Galles, di ruolo tallonatore.

## Carriera
Bennett ha fatto parte del Galles under 19 e under 21 prima di fare il suo debutto con la nazionale maggiore il 16 agosto 2003 contro l'Irlanda. Lo stesso anno ha poi partecipato alla Coppa del Mondo in Australia, scendendo in campo contro Canada e Tonga. Negli anni successivi ha fatto solo sporadiche apparizioni con il Galles, tornando più stabilmente in squadra nel 2007. Quell'anno è stato infatti convocato ancora per la Coppa del Mondo, mentre nel 2008 ha vinto con la nazionale il Sei Nazioni con il Grande Slam, giocando da titolare contro Inghilterra e Scozia.